# .mw
.mw je internetová národní doména nejvyššího řádu pro Malawi (podle ISO 3166-2:MW).